# Louisa Murray
Pour les articles homonymes, voir Murray.
Louisa Annie Murray, née le 23 mai 1818 et morte le 27 juillet 1894, est une écrivaine canadienne d'origine anglaise.

## Biographie
Murray est née à Carisbrooke sur l'île de Wight, en Angleterre, et grandit dans le comté de Wicklow en Irlande. Son père est le lieutenant Edward Murray et sa mère, Louisa Rose Lyons, est également issue d'une famille de militaires. Elle émigre au Canada avec sa famille dans les années 1840 à cause de la Grande Famine. Ils s'installent sur l'Île Wolfe (près de Kingston, en Ontario).
Tout en travaillant comme institutrice, elle publie plusieurs articles dans diverses revues littéraires, notamment la Literary Garland de Montréal. Cependant, ce type de publication dans des magazines a entraîné la perte irrémédiable de plusieurs de ses œuvres : l'une a brûlé accidentellement, tandis qu'au moins deux autres n'ont pas été retrouvées après la fermeture des magazines qui devaient les publier.
Son roman Fauna est publié sous forme de feuilleton grâce à l'intercession de Susanna Moodie. Cette description romantique de la vie canadienne est publiée dans Literary Garland en 1851 et Mary S. Millar a noté que Murray défend les droits des Amérindiens à préserver leur culture de sa domination par les valeurs européennes.
Selon le Dictionnaire biographique du Canada, Murray est « la principale prosatrice canadienne des années 1870 » : elle « a fait le pont entre le début du gothique et le récit de voyage de pionnières telles que Susanna Moodie et la génération de romancières et de journalistes professionnelles du tournant du siècle ». Son écriture reflète largement les traditions romantiques victoriennes, mais elle s'intéresse également à l'égalité des femmes. Elle correspond fréquemment avec Susanna Moodie et forme plusieurs jeunes écrivaines canadiennes. Ses romans décrivent l'arrière-pays canadien et le rôle des femmes pionnières, qui s'étend au-delà de la « sphère domestique » habituelle. Elle écrit également des essais nationalistes, tels que An Appeal to Patriotic Canadians (1889), et d'autres pièces non romanesques ; comme par exemple, sa critique de Laura Secord de Sarah Anne Curzon qui disait que chaque Canadien « devrait se faire un point d'honneur d'en posséder un exemplaire ». Elle écrit aussi de la poésie.
Murray vit dans une ferme à Stamford près de Niagara, en Ontario, où elle meurt de la dysenterie en 1894. Bien qu'elle soit respectée à son époque, Murray est largement oubliée après sa mort, car peu de ses œuvres ont été publiées en dehors des feuilletons de son vivant.